# セーナー郡
座標: 北緯14度19分38秒 東経100度24分16秒 / 北緯14.32722度 東経100.40444度
セーナー郡（セーナーぐん）はタイ、アユタヤ県の郡（アムプー）の一つ。

## 歴史
郡では古くから人の定住が行われ、チャオプラヤー川の支流の一つノーイ川沿いに集落が形成された。アユタヤ時代には行政区クウェーン・セーナーの基礎が作られ、その後、四郡に分離した。
セーナークラーン郡と呼ばれていたが、1917年現在のセーナー郡に改称した。

## 地理
隣接する郡は北から時計回りに、アユタヤ県パックハイ郡、バーンバーン郡、バーンサイ郡、ラートブワルワン郡、バーンサーイ郡。
郡内の主要な河川はノーイ川。

## 行政区分

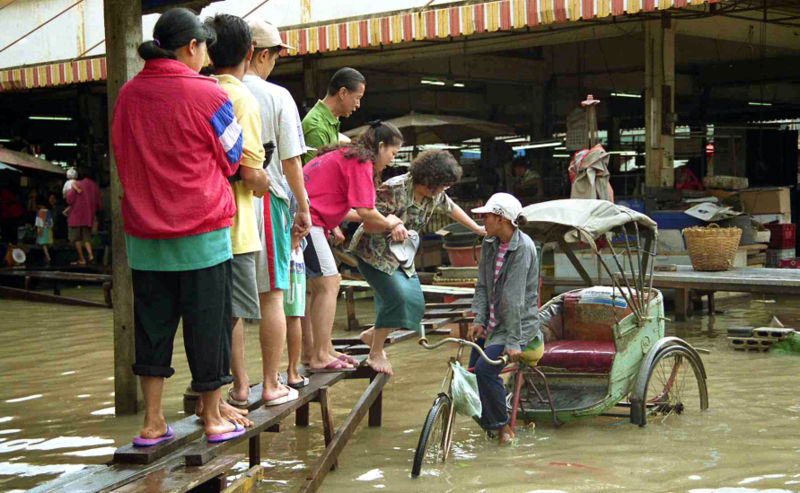
2007年アユタヤ県セーナー郡の洪水

郡内には17のタムボンがあり、さらにその下位に132の村（ムーバーン）がある。5つの自治体（テーサバーン）が設置されており、以下のようになっている。
- テーサバーンタムボン・セーナー・・・タムボン・セーナーの全部。
- テーサバーンタムボン・チャオチェット・・・タムボン・チャオチェットとタムボン・バーンテーオの一部と、タムボン・チャオサデットの全体。
- テーサバーンタムボン・フワウィアン・・・タムボン・フワウィアンとタムボン・バーンクラトゥムの全部。
- テーサバーンタムボン・バーンノムコー・・・タムボン・バーンノムコーの全体。
- テーサバーンタムボン・サームコー・・・タムボン・サームコーの全体。

また、郡内には17のタムボンが設置されている。以下は郡内のタムボンの一覧である。
1. タムボン・セーナー・・・ตำบลเสนา
2. タムボン・バーンペーン・・・ตำบลบ้านแพน
3. タムボン・チャオチェット・・・ตำบลเจ้าเจ็ด
4. タムボン・サームコー・・・ตำบลสามกอ
5. タムボン・バーンノムコー・・・ตำบลบางนมโค
6. タムボン・フワウィアン・・・ตำบลหัวเวียง
7. タムボン・マーンラウィチャイ・・・ตำบลมารวิชัย
8. タムボン・バーンポー・・・ตำบลบ้านโพธิ์
9. タムボン・ラーンチュラケー・・・ตำบลรางจรเข้
10. タムボン・バーンクラトゥム・・・ตำบลบ้านกระทุ่ม
11. タムボン・バーンテーオ・・・ตำบลบ้านแถว
12. タムボン・チャーイナー・・・ตำบลชายนา
13. タムボン・サームトゥム・・・ตำบลสามตุ่ม
14. タムボン・ラートガー・・・ตำบลลาดงา
15. タムボン・ドーントーン・・・ตำบลดอนทอง
16. タムボン・バーンルワン・・・ตำบลบ้านหลวง
17. タムボン・チャオサデット・・・ตำบลเจ้าเสด็จ